# Otto Skrowny
Otto Skrowny (* 21. August 1944) ist ein ehemaliger deutscher Fußballspieler. In der höchsten Spielklasse des DDR-Fußballs, der Oberliga, spielte er für die BSG Wismut Gera und die BSG Chemie Leipzig.

## Sportliche Laufbahn
Obwohl Skrowny nie zu internationalen Einsätzen kam und mit seinen 93 Spielen in der höchsten DDR-Spielklasse Oberliga nur irgendwo zwischen Rang 680 und 700 liegt, ist er doch in die Annalen des DDR-Fußballs eingegangen. Und dies in zweifacher Hinsicht: Skrowny wurde in der Saison 1969/70 Torschützenkönig der Oberliga, und er hält den Negativrekord aller DDR-Torschützenkönige, da ihm 12 Treffer zur Torjägerkrone reichten.
Skrownys Laufbahn begann als 13-Jähriger 1957 beim SC Rotation Leipzig, der noch während Skrownys Zeit in den SC Leipzig umgewandelt wurde. Damit gehörte Skrowny 1963 zu den förderungswürdigen Leipziger Spielern, die im Sportclub spielen durften, während die als weniger talentiert eingeschätzten Spieler in die nicht zentral geförderte Betriebssportgemeinschaft Chemie Leipzig abgeschoben wurden. Allerdings konnte sich Skrowny im Männerbereich nicht durchsetzen und wurde nur in der Reserveelf des SC Leipzig eingesetzt.
Mit Beginn der Saison 1965/66 wechselte Skrowny zur BSG Wismut Gera, einer Mannschaft die in der zweitklassigen DDR-Liga in der Vorsaison nur Rang 12 belegt hatte. Schon im ersten Jahr erreichte Skrowny mit seiner neuen Mannschaft den Aufstieg in die Oberliga. Gera konnte sich jedoch nur ein Jahr in der Oberliga behaupten und stieg am Ende der Saison 1966/67 wieder in die DDR-Liga ab. In Gera kam Skrowny zu 21 Oberligaeinsätzen.

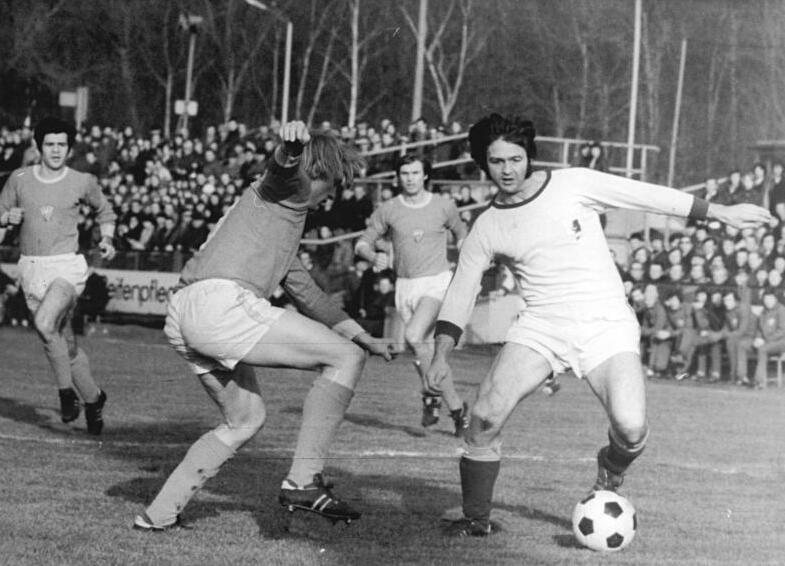
Otto Skrowny (rechts) im Zweikampf mit Peter Rohde vom BFC Dynamo (1974)

Nach einer Saison in der Zweitklassigkeit nahm Skrowny erneut einen Wechsel vor und spielte ab Sommer 1968/69 in der Oberligaelf der BSG Chemie Leipzig, die sich in der abgelaufenen Spielzeit um Haaresbreite vor dem Abstieg retten konnte. Mit Skrownys Hilfe kamen die Chemiker 1969 auf Rang 6 ein, der 1970 mit dem 4. Platz noch überboten werden konnte. Dies sicher auch mit Hilfe der 12 Tore ihres 1,78 Meter großen Angreifers, die diesen zum Torschützenkönig der Saison werden ließen. Mit Ausnahme der Jahre 1971 bis 1973, in denen sich Skrowny zu einem dreijährigen Wehrdienst bei der Volksarmee verpflichtet hatte und in dieser Zeit bei der zweitklassigen ASV Vorwärts Leipzig spielte, blieb der gelernte Schlosser bis 1976 bei Chemie Leipzig und kam dort auf 72 Oberligaeinsätze, in denen er 18 Tore erzielte.
Nachdem Chemie Leipzig 1976 aus der Oberliga absteigen musste, beendete Skrowny neben seiner Erstligalaufbahn auch die Zeit im Georg-Schwarz-Sportpark. Bis 1987 trat er noch für die zeitweilig zweitklassige BSG Stahl Nordwest Leipzig an.

## Trainerlaufbahn
Im Anschluss an seine Spielerkarriere war er einige Jahre Trainer der 2. Mannschaft der BSG Chemie Leipzig.